# Кубок володарів кубків 1967—1968
Кубок володарів кубків 1967—1968 — 8-ий розіграш Кубка володарів кубків УЄФА, європейського клубного турніру для переможців національних кубків. 

## Учасники
| №п/п | Клуб                | Турнір                                     |
| ---- | ------------------- | ------------------------------------------ |
| 1    | «Баварія»           | Володар Кубка володарів кубків 1966—1967   |
| 2    | «Тоттенгем Готспур» | Володар Кубка Англії 1966—1967             |
| 3    | «Дьєр»              | Володар Кубка Угорщини 1966                |
| 4    | «Валенсія»          | Володар Кубка Іспанії 1966—1967            |
| 5    | «Мілан»             | Володар Кубка Італії 1966—1967             |
| 6    | «Абердин»           | Фіналіст Кубка Шотландії 1966—1967         |
| 7    | «Гамбург»           | Фіналіст Кубка ФРН 1967                    |
| 8    | «Спартак»           | Володар Кубка Чехословаччини 1966—1967     |
| 9    | «Віторія» (Сетубал) | Володар Кубка Португалії 1966—1967         |
| 10   | «Кардіфф Сіті»      | Володар Кубка Уельсу 1966—1967             |
| 11   | «Вісла»             | Володар Кубка Польщі 1966—1967             |
| 12   | «Левські»           | Володар Кубка Болгарії 1966—1967           |
| 13   | «Хайдук»            | Володар Кубка Югославії 1966—1967          |
| 14   | «Стандард»          | Володар Кубка Бельгії 1966—1967            |
| 15   | «Торпедо»           | Володар Кубка СРСР 1965—1966               |
| 16   | «Стяуа»             | Володар Кубка Румунії 1966—1967            |
| 17   | «Ліон»              | Володар Кубка Франції 1966—1967            |
| 18   | «НАК Бреда»         | Фіналіст Кубка Нідерландів 1966—1967       |
| 19   | «Цвікау»            | Володар Кубка НДР 1966—1967                |
| 20   | «Аустрія»           | Володар Кубка Австрії 1966—1967            |
| 21   | «Лозанна»           | Фіналіст Кубка Швейцарії 1966—1967         |
| 22   | «Алтай»             | Володар Кубка Туреччини 1966—1967          |
| 23   | «Крузейдерс»        | Володар Кубка Північної Ірландії 1966—1967 |
| 24   | «Панатінаїкос»      | Володар Кубка Греції 1966—1967             |
| 25   | «Фредрікстад»       | Володар Кубка Норвегії 1966                |
| 26   | «Шемрок Роверс»     | Володар Кубка Ірландії 1966—1967           |
| 27   | «Раннерс Фрея»      | Володар Кубка Данії 1966—1967              |
| 28   | ГІК                 | Володар Кубка Фінляндії 1966               |
| 29   | «Аріс»              | Володар Кубка Люксембургу 1966—1967        |
| 30   | «Аполлон»           | Володар Кубка Кіпру 1966—1967              |
| 31   | «Флоріана»          | Володар Кубка Мальти 1966—1967             |
| 32   | КР                  | Володар Кубка Ісландії 1966                |

## Перший раунд
| Команда 1                 | Заг. | Команда 2           | 1-й матч | 2-й матч |
| ------------------------- | ---- | ------------------- | -------- | -------- |
| 6/13 вересня 1967         |      |                     |          |          |
| Абердин                   | 14:1 | КР                  | 10:0     | 4:1      |
| 6/20 вересня 1967         |      |                     |          |          |
| Гамбург                   | 7:3  | Раннерс Фрея        | 5:3      | 2:0      |
| 13/27 вересня 1967        |      |                     |          |          |
| Аустрія (Відень)          | 1:4  | Стяуа               | 0:2      | 1:2      |
| 20/23 вересня 1967        |      |                     |          |          |
| Дьйор                     | 9:0  | Аполлон             | 5:0      | 4:0      |
| 20/27 вересня 1967        |      |                     |          |          |
| Хайдук (Спліт)            | 3:7  | Тоттенгем Готспур   | 0:2      | 3:4      |
| 20 вересня/4 жовтня 1967  |      |                     |          |          |
| Шемрок Роверс             | 1:3  | Кардіфф Сіті        | 1:1      | 0:2      |
| Торпедо (Москва)          | 1:0  | Заксенрінг (Цвікау) | 0:0      | 1:0      |
| Аріс                      | 1:5  | Олімпік (Ліон)      | 0:3      | 1:2      |
| ГІК                       | 1:8  | Вісла (Краків)      | 1:4      | 0:4      |
| 20 вересня/5 жовтня 1967  |      |                     |          |          |
| Фредрікстад               | 2:7  | Віторія (Сетубал)   | 1:5      | 1:2      |
| 20 вересня/11 жовтня 1967 |      |                     |          |          |
| Мілан                     | 6:2  | Левскі              | 5:1      | 1:1      |
| Валенсія                  | 8:2  | Крузейдерс          | 4:0      | 4:2      |
| Лозанна                   | 3:4  | Спартак (Трнава)    | 3:2      | 0:2      |
| 20 вересня/18 жовтня 1967 |      |                     |          |          |
| Алтай                     | 2:3  | Стандард (Льєж)     | 2:3      | 0:0      |
| Баварія (Мюнхен)          | 7:1  | Панатінаїкос        | 5:0      | 2:1      |
| 21 вересня/12 жовтня 1967 |      |                     |          |          |
| Флоріана                  | 1:3  | НАК Бреда           | 1:2      | 0:1      |

## Другий раунд
| Команда 1                   | Заг.    | Команда 2         | 1-й матч | 2-й матч |
| --------------------------- | ------- | ----------------- | -------- | -------- |
| 8/14 листопада 1967         |         |                   |          |          |
| Баварія (Мюнхен)            | 7:3     | Віторія (Сетубал) | 6:2      | 1:1      |
| 15/29 листопада 1967        |         |                   |          |          |
| НАК Бреда                   | 2:5     | Кардіфф Сіті      | 1:1      | 1:4      |
| Вісла (Краків)              | 0:5     | Гамбург           | 0:1      | 0:4      |
| 25/30 листопада 1967        |         |                   |          |          |
| Торпедо (Москва)            | 6:1     | Спартак (Трнава)  | 3:0      | 3:1      |
| 22 листопада/7 грудня 1967  |         |                   |          |          |
| Дьйор                       | 3:3 (ч) | Мілан             | 2:2      | 1:1      |
| 29 листопада/6 грудня 1967  |         |                   |          |          |
| Стандард (Льєж)             | 3:2     | Абердин           | 3:0      | 0:2      |
| 29 листопада/13 грудня 1967 |         |                   |          |          |
| Олімпік (Ліон)              | 4:4 (ч) | Тоттенгем Готспур | 1:0      | 3:4      |
| 30 листопада/14 грудня 1967 |         |                   |          |          |
| Валенсія                    | 3:1     | Стяуа             | 3:0      | 0:1      |

## 1/4 фіналу
| Команда 1                    | Заг.                    | Команда 2        | 1-й матч | 2-й матч |
| ---------------------------- | ----------------------- | ---------------- | -------- | -------- |
| 14 лютого/13 березня 1968    |                         |                  |          |          |
| Валенсія                     | 1:2                     | Баварія (Мюнхен) | 1:1      | 0:1      |
| 21 лютого/13/20 березня 1968 |                         |                  |          |          |
| Гамбург                      | 4:2 (2:0 - третій матч) | Олімпік (Ліон)   | 2:0      | 0:2 дч   |
| 28 лютого/13/20 березня 1968 |                         |                  |          |          |
| Стандард (Льєж)              | 2:4 (0:2 - третій матч) | Мілан            | 1:1      | 1:1 дч   |
| 6/19 березня/3 квітня 1968   |                         |                  |          |          |
| Кардіфф Сіті                 | 2:1 (1:0 - третій матч) | Торпедо (Москва) | 1:0      | 0:1 дч   |

## 1/2 фіналу
| Команда 1               | Заг. | Команда 2        | 1-й матч | 2-й матч |
| ----------------------- | ---- | ---------------- | -------- | -------- |
| 24 квітня/1 травня 1968 |      |                  |          |          |
| Гамбург                 | 4:3  | Кардіфф Сіті     | 1:1      | 3:2      |
| 1/8 травня 1968         |      |                  |          |          |
| Мілан                   | 2:0  | Баварія (Мюнхен) | 2:0      | 0:0      |

## Фінал
| 23 травня 1968 |

| Мілан          | 2:0      | Гамбург |
| -------------- | -------- | ------- |
| Хамрін 3', 18' | Протокол |         |

| Феєнорд, Роттердам Глядачів: 53 276 Арбітр: Хосе Марія Ортіс де Мендібіль |

| Володар Кубка володарів кубків 1967—1968 |
| ---------------------------------------- |
| Італія                                   |
| Мілан 1-й титул                          |